# Souvenir de Louis Amade
'Souvenir de Louis Amade' est un cultivar de rosier obtenu en 1998 par le rosiériste français Georges Delbard. Cette création a été faite à la demande de l'Association des Amis de Louis Amade en souvenir de la chanson mise en parole par Louis Amade L'Important c'est la rose (1967) chantée par Gilbert Bécaud.

## Description
Il s'agit d'un rosier dont le buisson fourni et érigé présente de grandes fleurs doubles parfumées roses, faisant partie de la collection « les souvenirs d'amour parfumés ». Le buisson s'élève de 80 cm à 100 cm, pour 75 cm de largeur. Ce rosier exhibe de grandes fleurs turbinées et parfumées qui déploient de larges pétales (50) rose lilas dans les massifs. 
Ce rosier a une floraison généreuse et très remontante. Il a été baptisé le dimanche 5 juin 2005 en présence de sa marraine Annie Cordy à la roseraie du Val-de-Marne située à L'Haÿ-les-Roses. Cent quatre-vingts rosiers 'Souvenir de Louis Amade' ont été plantés en l'an 2000 dans la roseraie de l'abbaye Sainte-Marie de Fontfroide. On peut le cultiver aussi en pot. Il fait d'excellentes fleurs coupées.
On peut notamment l'admirer à l'Europa-Rosarium de Sangerhausen.